# 阿尔戈当
阿尔戈当（葡萄牙語：Algodão，1925年3月1日—2001年3月10日），巴西男子篮球运动员。他曾代表巴西获得1948年和1960年夏季奥运会篮球比赛男子铜牌。他也参加了1952年和1956年夏季奥运会。